# Cat's in the Cradle
Singles de Harry Chapin
Mr. Tanner (en) I Wanna Learn a Love Song
Pistes de Verities & Balderdash
I Wanna Learn a Love Song
(2)
Cat's in the Cradle est une chanson folk de Harry Chapin, extraite de l'album Verities & Balderdash (en). Le single a grimpé jusqu'à la 1re place du Billboard Hot 100 en décembre 1974 ; c'est le seul à avoir été classé n° 1 dans le répertoire de Chapin et de ce fait reste son titre le plus connu. Cette chanson est devenue un incontournable de la musique folk.

## Contexte
Le début de la chanson est le même qu'un poème écrit autrefois par l'épouse de Harry, la poétesse Sandra Chapin (en) ; ce poème a lui-même été inspiré par la délicate relation entre James Cashmore — son premier mari — et son père John, un homme politique qui a présidé un arrondissement de Brooklyn. Elle a été aussi influencée par une chanson de musique country qu'elle avait entendu à la radio.
Harry Chaplin admit également que la chanson traitait de sa propre relation avec son fils, Josh.

## Histoire lyrique
L'histoire est racontée à la première personne par un père trop accaparé par son travail pour passer du temps avec son fils. Alors que celui-ci l'invite à participer à ses activités d'enfant, le père répond invariablement par une vague promesse de passer du temps avec lui plus tard. Tout en souhaitant passer du temps avec lui, le fils commence à calquer l'attitude de son père en disant : « Je serai comme toi, papa. »
Le premier vers raconte pourquoi le père n'était pas présent à la naissance du bébé, car « il y avait un avion à prendre et des factures à payer. » Le second parle d'une balle de base-ball achetée comme cadeau d'anniversaire pour son fils, et lorsque ce dernier lui propose de jouer avec, le père décline l'invitation.

## Refrain
And the cat's in the cradle and the silver spoon

Little boy blue and the man in the moon

"When you coming home, dad?" "I don't know when

We'll get together then, son, you know we'll have a good time then"
— Harry Chapin, Cat's in the Cradle, album Verities & Balderdash

## Distinctions
Cat's in the Cradle permet à Harry Chapin d'être nommé pour le Grammy Award du meilleur chanteur pop en 1975.
En 2011, la chanson reçoit le Grammy Hall of Fame Award.

## Autres versions
La reprise de la chanson par le groupe américain Ugly Kid Joe connaît un succès international en 1993, se classant notamment numéro 1 en Australie et 6e du Billboard Hot 100.

## Classements hebdomadaires et certifications
| Classement (1974-1975)          | Meilleure place |
| ------------------------------- | --------------- |
| Australie (Kent Music Report)   | 6               |
| Canada (RPM Top Singles)        | 3               |
| Canada (RPM Adult Contemporary) | 1               |
| États-Unis (Billboard Hot 100)  | 1               |

| Pays              | Certification | Unités certifiées |
| ----------------- | ------------- | ----------------- |
| États-Unis (RIAA) | Or            | 1 000 000         |

| Classement (1993)                      | Meilleure place |
| -------------------------------------- | --------------- |
| Allemagne (GfK Entertainment)          | 10              |
| Australie (ARIA)                       | 1               |
| Autriche (Ö3 Austria Top 40)           | 7               |
| Belgique (Flandre Ultratop 50 Singles) | 20              |
| Canada (RPM Top Singles)               | 11              |
| États-Unis (Billboard Hot 100)         | 6               |
| France (SNEP)                          | 28              |
| Irlande (IRMA)                         | 3               |
| Norvège (VG-lista)                     | 2               |
| Nouvelle-Zélande (RMNZ)                | 4               |
| Pays-Bas (Single Top 100)              | 12              |
| Royaume-Uni (UK Singles Chart)         | 7               |
| Suède (Sverigetopplistan)              | 4               |
| Suisse (Schweizer Hitparade)           | 5               |

| Pays              | Certification | Unités certifiées |
| ----------------- | ------------- | ----------------- |
| Australie (ARIA)  | Platine       | 70 000            |
| États-Unis (RIAA) | Or            | 500 000           |

## Dans la culture populaire
La chanson est utilisée dans l'épisode "St. Patrick's Day" de la version américaine de The Office, lorsque Dwight utilise la chanson pour culpabiliser son collègue Jim Halpert afin qu'il rentre chez lui auprès de sa femme et de son enfant ; la tentative est presque réussie, jouant sur le thème évident de la relation entre père et fils dans la chanson. Finalement, la tentative de Dwight se retourne contre lui.